# بایروان شمشیردار
بایروان شمشیردار (به تامیلی: Pattakkathi Bhairavan) فیلمی محصول سال ۱۹۷۹ و به کارگردانی وی. بی. راجندرا پراساد است. در این فیلم بازیگرانی همچون سیواجی گانسان، سری دوی، جایاسودا، میجر سوندراجان ایفای نقش کرده‌اند.